# Собор святых мучеников Холмских и Подляшских
Собор Святых мучеников Холмских и Подляшских (День всех Святых в земле Холмской и Подляшской просиявших) — праздник Польской Православной Церкви и Русской Православной Церкви в честь святых мучеников Холмских и Подляшских.
Празднование Собора Святых мучеников Холмских и Подляшских было установлено в три этапа:

- 20 марта 2003 года решением Священного Собора епископов Польской Православной Церкви,

- 29 октября 2019 года решением Архиерейского Собора Польской Православной Церкви,

- 17 марта 2020 года решением Архиерейского Собора Польской Православной Церкви
Дата празднования Собора переходящее, в 1-е воскресенье после 1 июня.

## Канонизация
Празднование Собора Святых мучеников Холмских и Подляшских было установлено решением Священного Собора епископов Автокефальной Православной Церкви Польши 20 марта 2003 г. в Люблине, когда было канонизовано 8 новомучеников за Христа и Веру Православную пострадавших.
29 октября 2019 года Архиерейский Собор Польской Православной Церкви причислил к лику святых 30 новых мучеников, пострадавших 30 января 1946 года у деревни Старые Пухалы и постановил включить их имена в Соборе мучеников земли Холмской и Подляшской.
17 марта 2020 года Архиерейский Собор Польской Православной Церкви причислил к лику святых ещё 30 мучеников, пострадавших 30 января 1946 года у деревни Старые Пухалы и постановил включить их имена в Соборе мучеников земли Холмской и Подляшской.

## Список Святых
В состав Собора святых Холмской и Подляшской земли включены 38 подвижников, жизнь и подвиг которых связаны с Православной Польшей:
- Священномученик Онуфрий (Гагалюк), архиепископ Курский (+ 1938, память 19 мая)
- Преподобномученик Игнатий, монах (+ 1942)
- Священномученик Павел Швайк, прот., и его супруга Иоанна (+ 1943)
- Священномученик Сергий Захарчук, пресвитер (+ 1943)
- Священномученик Лев Коробчук, пресвитер (+ 1944)
- Священномученик Николай Голец, пресвитер (+ 1944)
- Священномученик Петр Огризенко, пресвитер (+ 1944)
- Священномученик Василий Мартыш, протопр. (+ 1945)
- Мученики Старопухальские:

- Васил (Василий) Билевский

- Александр Бондарук

- Михал (Михаил) Бондарук

- Лукаш (Лука) Хващевский

- Александр Дмитрук

- Гжегож (Григорий) Дмитрук

- Алексий Голонко

- Васил (Василий) Григорук

- Гжегож (Григорий) Григорук

- Ян (Иоанн) Якимюк

- Теодор (Феодор) Якимюк

- Михал (Михаил) Якуч

- Ян (Иоанн) Ющук

- Александр Ющук

- Пётр Кендыш

- Влодзимеж (Владимир) Кот

- Михал (Михаил) Лашкевич

- Гжегож (Григорий) Лавринович

- Ян (Иоанн) Лавринович

- Теодор (Феодор) Лукашук

- Александр Максимюк

- Никифор Назарук

- Михал (Михаил) Ничипорук

- Гжегож (Григорий) Петручук

- Васил (Василий) Савчук

- Теодор (Феодор) Семенюк

- Миколай (Николай) Шадейко

- Влодзимеж (Владимир) Шевчук

- Никифор Тадеушук

- Ян (Иоанн) Тарасюк (+ 1946)

- Анна Антонюк

- Хелена (Елена) Антонюк

- Ян (Иоанн) Антонюк (сын Евгения)

- Ян (Иоанн) Антонюк (сын Юзефа)

- Катажина (Екатерина) Антонюк

- Кристина Антонюк

- Ксения Антонюк

- Михал (Михаил) Антонюк (сын Адама)

- Михал (Михаил) Антонюк (сын Якуба

- Надзея (Надежда) Антонюк

- Павел Филипчук
 
- Базилий (Василий) Клочко

- Миколай (Николай) Котерман

- Евгений Колос

- Мария Колос

- Надзея (Надежда) Колос

- Павел Колос

- Зофия (София) Колос

- Антонина Николайская

- Мария Ольшевская

- Даниил Ольшевский

- Юлиана Пашковская

- Стефанида (Стефания) Пашковская

- Гжегож (Григорий) Пашковский

- Ян (Иоанн) Пашковский

- Мария Петручик

- Ян (Иоанн) Селевчонук

- Деоний (Денис) Шешко

- Ян (Иоанн) Шешко (сын Онуфрия)

- Ян (Иоанн) Шешко (сын Прокопа)
- Преподобноисповедник Леонтий (Стасевич), архимандрит (+ 1972)

## Молитвословия
Тропарь Собору мучеников Холмских и Подляшских
Благослове́н еси́ Христе́ Бо́же на́ш, му́ченики земли́ Хо́лмския и Подляшския просла́вивый, гоне́ния жесто́кая и му́ки Тебе́ ра́ди претерпевшия, и си́ми в стране́ на́шей свято́е Правосла́вие утвердившия, и́х же моли́твами Го́споди, единомы́слие и братолю́бие в сердца́х на́ших утверди́, ми́ру умире́ние, Це́ркви утвержде́ние, и все́м грехо́в оставле́ние да́руя.
Кондак Собору мучеников Холмских и Подляшских
Любве́ Бо́жия сою́зом связавшеся, и кро́вию муче́ния украси́вшеся, Хо́лмския земли́ и Подляшския му́ченицы свя́ти, зло́бу челове́ческия не́нависти страда́ньми честны́ми разру́шили есте́, те́мже и ве́чную сла́ву насле́довасте. О на́с моли́теся ко Го́споду, дарова́ти все́м ве́лию и бога́тую ми́лость.

## Прославление
Прославление мучеников Холмских и Подляшских, то есть объявление о причислении к лику святых новых подвижников, состоялись 7-8 июня 2003 года в Холме, древней столице Холмской земли, на протяжении веков бывшей центром духовной жизни региона.
Торжества возглавил первоиерарх Автокефальной Православной Церкви Польши Его Блаженство Блаженнейший Митрополит Варшавский и всей Польши Савва, сын Холмской земли. В торжествах участвовали все иерархи Православной Церкви Польши (архиепископы Симон, Адам, Иеремия, Авель, епископы Мирон, Иаков, Григорий) и представители большинства Автокефальных Православных Церквей.
Представителем Вселенского Патриарха Варфоломея был митрополит Геннадий (Италия). Присутствовал также Предстоятель Финской Автономной Православной Церкви (в юрисдикции Константинопольского Патриарха) митрополит Карельский и всей Финляндии Лев. Были представлены такие Автокефальные Православные Церкви: Александрийский Патриархат (митрополит Серафим, ЮАР), Московский Патриархат (епископ Феодосий, Россия), Сербская Православная Церковь (епископ Василий, Босния и Герцеговина), Румынская Православная Церковь (епископ Софроний, Венгрия), Греческая Православная Церковь (епископ Агафангел, Греция), Албанская Православная Церковь (архимандрит Иустин), Американская Православная Церковь (архимандрит Закхей). Прибыли православные иерархи из Беларуси (епископ Иоанн) и Украины (митрополит Илларион, архиепископы Варфоломей, Августин, Симеон). В празднованиях участвовал священник Украинской Православной Церкви Канады (которая находится под омофором Вселенского Патриарха) прот. Николай Сидорский.